# Ishibashi Naoki
Naoki Ishibashi (sinh ngày 14 tháng 5 năm 1981) là một cầu thủ bóng đá người Nhật Bản.

## Sự nghiệp câu lạc bộ
Naoki Ishibashi đã từng chơi cho Yokohama FC, Sagan Tosu và ALO's Hokuriku.